# Muhammad Aladdin
 (mars 2009).
Le contenu est difficilement compréhensible vu les erreurs de traduction, qui sont peut-être dues à l'utilisation d'un logiciel de traduction automatique.
Pour les articles homonymes, voir Aladin.
Muhammad Aladdin (né en 1979), également connu sous le nom de Alaa Eddin (arabe : محمد علاء الدين) est un romancier égyptien, nouvelliste et scénariste. Aladdin a été acclamé pour son premier roman édité, L'Évangile selon Adam (arabe : إنجيل آدم) en janvier 2006. Son travail a été loué par des auteurs comme Baha Taher et Sonallah Ibrahim, qui l'ont qualifié de prometteur. Le livre brise le format conventionnel du roman puisqu'il consiste en un paragraphe unique qui s'étend sur soixantaine de page selon le genre du "flot de conscience". Le critique de la page littéraire d'Al-Ahram a estimé le 10 mai 2006 a déclaré que L'Évangile selon Adam reflétait "une réalité sociale qui a détruit toutes les certitudes".

## Œuvres littéraires
- La carrière littéraire d'Aladdin a commencé en 2000, quand il a écrit le comique, série jeunesse-orientée Maganin(personnes folles), édité par la maison d'édition d'Al Mobdeoun. C'était sa première rencontre avec son coauteur, romancier égyptien en avant Ahmad Alaidy, établissant une amitié forte durée jusqu'à maintenant. Les séries se sont arrêtées en 2002 après 10 issues, dont certaines ont atteint 20 000 copies en Égypte et le monde arabe. En 2001 il a commencé à écrire sur le cinéma et les essais de lumière-contenu pour 5 issues des autres séries ont appelé Ice Cream (la crème glacée) de la même maison d'édition et en 2002 il a écrit une autre série appelée Comicia pour Al Hussam publication; ceci a duré 4 issues.
- En 2002 il était l'un de deux auteurs à participer à un atelier internationalement placé sur la création de comique-livre. Le résultat était l'album comique arabe, anglais, et français trilingue les aventures de prince Seif Ibn Zi Yazan(le Caire, Ahmad El Attar, ND 2004).
- En 2003 il a édité son premier livre par convention littéraire, Al Daffa Al Ukhra (l'autre banque), un volume d'histoires courtes éditées par l'organisation générale pour les palais culturels, un organe du ministère de l'Égypte de la culture, le livre a été bien reçu par des lecteurs et d'autres auteurs de même.
- En 2004, Aladdin a gagné l'organisation générale pour les palais culturels professionnels (3e rang) dans son concours central casserole-Égyptien, pour son premier non publié Al Dawa'ir (les cercles) de roman. Dans les mêmes extraits d'année de son deuxième roman (était le dos non publié puis) Le Vingt-Deuxième jour (l'arabe : اليوم الثاني والعشرون) a semblé dans Al-Adab littéraire prestigieux, magasin Akhbar al-Adab, puis être édité dans la El-'Ain publication  égyptienne en 2007.
- en 2008, il a fait éditer 2 nouveaux livres, L'idole (en arabe :الصنم), un roman d'EL-'Ain éditant, et La vie secrète du citoyen M (l'arabe :الحياة السرية للمواطن م), une collection de court-histoires, de Mezan Publication. Il a eu la deuxième impression de L'evangile Accourding à Adam libéré de Mezan aussi.
- En 2005, il commence à produire des bandes dessinées pour le magazine Basem des enfants saoudiens.

## Autres contributions
- Aladdin a tenu un atelier créateur d'écriture pour des enfants d'Alexandrie sur la demande du bibliotheca Alexandrina en 2004.
- Parlé sur l'écriture créatrice dans le programme international de l'Organisation internationale du travail (l'OIT) sur l'élimination perçant du travail des enfants(IPEC)du programme de cri . au Caire, 2005.
- Participé, en tant que préadolescent, dans la conférence de 1993 droits de l'homme des Nations unies Vienne. Il était un membre de la délégation arabe de la jeunesse organisée par le Conseil arabe pour l'enfance et le développement ACCD.
- Il était un membre de la réunion consultative de la jeunesse pour le quatrième état humain arabe AHDR de développement par le PNUD en 2004.
- En date de 2005, il a travaillé comme scénariste indépendant.